# Х

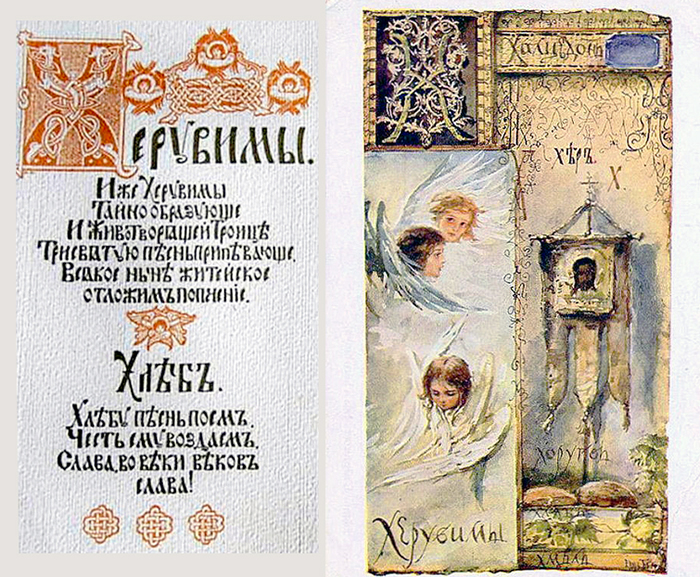
엘리자베스 보엠의 알파벳 책에 나오는 하

하(Х х, 이탤릭체: Х х)는 키릴 문자의 한 글자이다. 라틴 문자 X (X x X x)와 대문자, 소문자, 로마체, 이탤릭체 모두 동일하게 생겼으며, 그리스 문자 키에서 파생되었는데, 키 역시 라틴 문자 X와 하와 유사하다.
이 문자는 일반적으로 무성 연구개 마찰음 /x/를 나타내는데, 이는 일부 스코틀랜드 영어 화자가 “loch”의 ⟨ch⟩를 발음하는 것과 유사하지만 언어에 따라 발음이 다르다.
하는 러시아어, 우크라이나어, 몽골어, 타지크어에서는 ⟨kh⟩로 로마자화되고, 벨라루스어와 폴란드어에서는 ⟨ch⟩로, 세르비아어, 불가리아어, 마케도니아어, 카자흐어에서는 ⟨h⟩로 로마자화된다. 스페인어에서는 ⟨j⟩로도 로마자화된다.

## 역사
키릴 문자 하는 그리스 문자 키(Χ χ)에서 파생되었다.
초기 키릴 문자에서 하의 이름은 хѣръ (xěrŭ)였다.
키릴 숫자 체계에서 하는 600의 값을 가진다.

## 용례

### 러시아어
하는 러시아어 문자의 스물세 번째 문자이다. 구개음화 모음 앞에 오지 않는 한 무성 연구개 마찰음 /x/를 나타내며, 앞에 오면 /xʲ/를 나타낸다.

### 오세트어
하는 오세트어에서 무성 구개수 마찰음 /χ/를 나타낸다. 이중음자 ⟨хъ⟩는 무성 구개수 파열음 /q/를 나타낸다.

### 벨라루스어
하는 또한 아랍 문자의 문자 خ Ḫāʼ에 대한 대체 음역이다. 이것은 벨라루스어 아랍 문자에서 위 키릴 문자에 해당하게 사용되었다.

### 우크라이나어
하는 우크라이나어 문자의 스물여섯 번째 문자이다. 무성 연구개 마찰음 /x/를 나타낸다.

### 알류트어
알류트어에서 하는 /x/를 나타낸다. Kha with inverted breve (Х̑ х̑)는 무성 구개수 마찰음 (/χ/)을 나타낸다.

## “хѣръ”의 비유적 의미
- 문자 X의 모양 때문에 그 이름 kher는 종종 십자 모양의 무언가를 지칭하는 데 사용되었다. 달(Dahl)은 "kheriki-oniki 게임" (오목)과 각변형 변형(X자 다리)을 지칭하는 "kher와 같은 다리"라는 표현을 언급한다.[2] 여기서 또한 pokherovat(원래 십자형으로 지우다; N. S. 레스코프 참조: 주교는 조사 임명에 대한 교회 재판소의 결정을 kher로 지웠다.)라는 단어가 유래한다.[3]
- 남성 성기의 저속하고 외설적인 단어의 첫 글자이기 때문에 kher라는 단어는 19세기부터 그 완곡어법으로 활발히 사용되었다.[4] 그 결과, 1990년대 소련에서는 대다수의 인구가 키릴 문자의 원래 이름을 잊어버렸기 때문에 "kher"와 그 파생어("pokherit" 등)는 많은 사람들에게 금기시되는 것으로 인식되었다. 이러한 사실은 외설적인 어휘에 대한 태도 변화에도 불구하고 포스트소비에트 시대에도 "kher"라는 단어의 사용에 영향을 미쳤다.[5] 그럼에도 불구하고, Gramota.ru 포털은 "kher라는 단어와 그 모든 파생어는 외설적인 단어에 속하지 않는다"고 언급한다.[6]

## 관련 문자 및 기타 유사 문자
- Χ χ : 그리스 문자 키
- H h : 라틴 문자 H
- J j : 라틴 문자 J
- X x : 라틴 문자 X
- ﺥ : 아랍어 또는 페르시아어 문자 Ḫāʾ
- Һ һ : 키릴 문자 하
- Ѯ ѯ : 키릴 문자 크시
- ख़ : 데바나가리 문자 Ḵẖa
- ਖ਼ : 구르무키 문자 Ḵẖa

## 컴퓨팅 코드
| 미리 보기         | Х                          | Х                          | х                        | х                        |
| ----------------- | -------------------------- | -------------------------- | ------------------------ | ------------------------ |
| 유니코드 이름     | CYRILLIC CAPITAL LETTER HA | CYRILLIC CAPITAL LETTER HA | CYRILLIC SMALL LETTER HA | CYRILLIC SMALL LETTER HA |
| 인코딩            | 10진                       | 16진                       | 10진                     | 16진                     |
| 유니코드          | 1061                       | U+0425                     | 1093                     | U+0445                   |
| UTF-8             | 208 165                    | D0 A5                      | 209 133                  | D1 85                    |
| 수치 문자 참조    | &#1061;                    | &#x425;                    | &#1093;                  | &#x445;                  |
| KOI8-R and KOI8-U | 232                        | E8                         | 200                      | C8                       |
| 코드 페이지 855   | 182                        | B6                         | 181                      | B5                       |
| 코드 페이지 866   | 149                        | 95                         | 229                      | E5                       |
| Windows-1251      | 213                        | D5                         | 245                      | F5                       |
| ISO-8859-5        | 197                        | C5                         | 229                      | E5                       |
| 매킨토시 키릴     | 149                        | 95                         | 245                      | F5                       |